# 島根県立隠岐島前高等学校

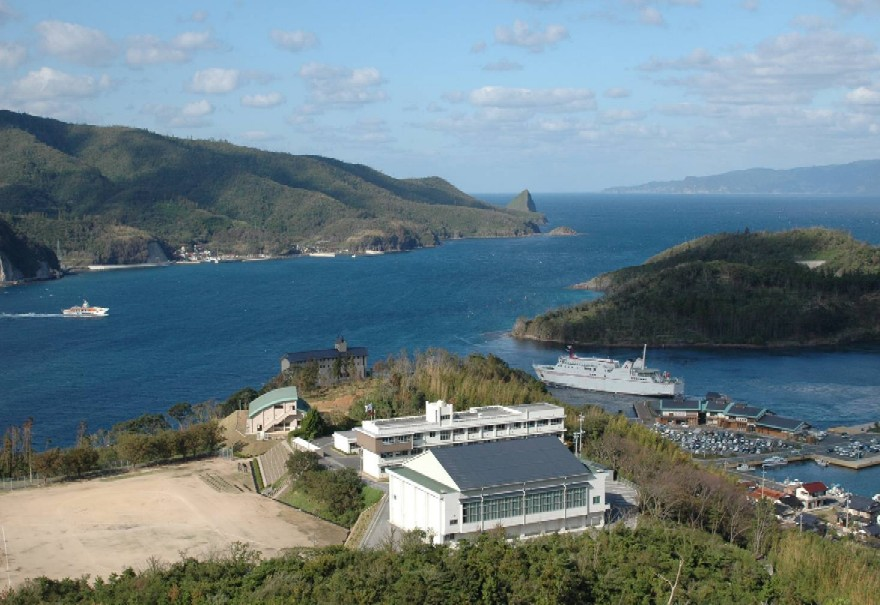
高校概観と周囲の風景

島根県立隠岐島前高等学校（しまねけんりつ おきどうぜんこうとうがっこう）は、島根県海士町大字福井にある全日制普通科共学の公立高等学校。
島根県の北60キロ、日本海に浮かぶ隠岐諸島の島前地域（西ノ島町、海士町、知夫村）では、家から通学できる唯一の高校である。1学年1～2学級、全校生徒は180人程度。
真理・理想・進取（真理に根ざし、理想を掲げ、新たなことに自ら進んで挑戦する）を校訓とする。通称は「島前高」（どうぜんこう）。

## 概要
1955年に地域と一体となった国への働きかけを通じて特例を受け、全国で初めて全日制分校となる（本校は島根県立隠岐高等学校）。二代目校長の室崎美繁いわく、「僻遠の孤島島前から全国にその狼煙を挙げ国の法文を改正させた歴史ある全国唯一の高校である」。
1965年には地域住民の地元負担で校舎を建て独立を果たした。
レスリング部はレスリング専門の教師が顧問となっており、島根県の強化指定校にも選ばれる全国大会常連の強豪である。
2008年より隠岐島前高校と島前三町村（西ノ島町、海士町、知夫村）の行政・議会・中学校・保護者・同窓会から構成される「隠岐島前高等学校の魅力化と永遠の発展の会」を発足し、島外からも生徒が集まる学校づくりを目指す「島前高校魅力化プロジェクト」を開始する。
少子化による島前三町村の中学卒業者減少による廃校の危機に直面する中で、「島留学」をキャッチコピーとして2010年（平成22年）度から全国募集枠を設定して県外生受け入れを開始し、島根県ならびに中山間・離島地域での全国募集の先駆けとなる。
島前高校の生徒増成功を受け、同県の公立高校では積極的な県外生受け入れを行っており、2017年現在で19校になり、2020年入試からは大田、浜田、益田といった県西部の都市部の高校の普通科・理数科まで県外生募集を拡大している。
自宅から通学が困難な生徒のために、グラウンドをはさんで校舎の反対側に、鏡浦寮（けいほりょう）という寄宿舎（寮）がある。平成5年に新築移転した。56名（男子24名、女子32名）まで入寮可能で、各室冷暖房が完備されており、個人用学習室もある。平成22年度より、島前外からの入寮生を対象とした寮費補助制度も始まった。

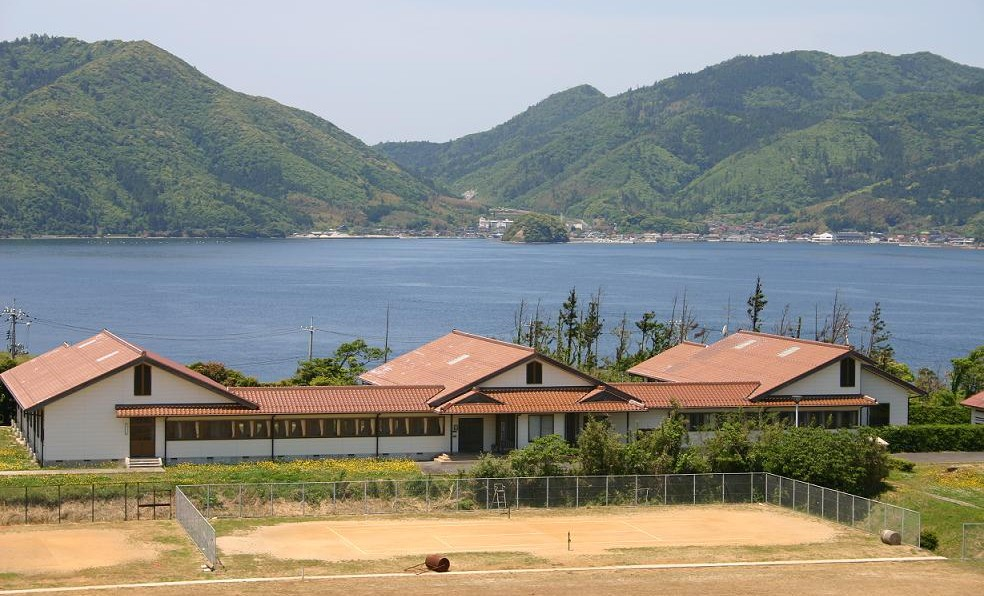
鏡浦寮
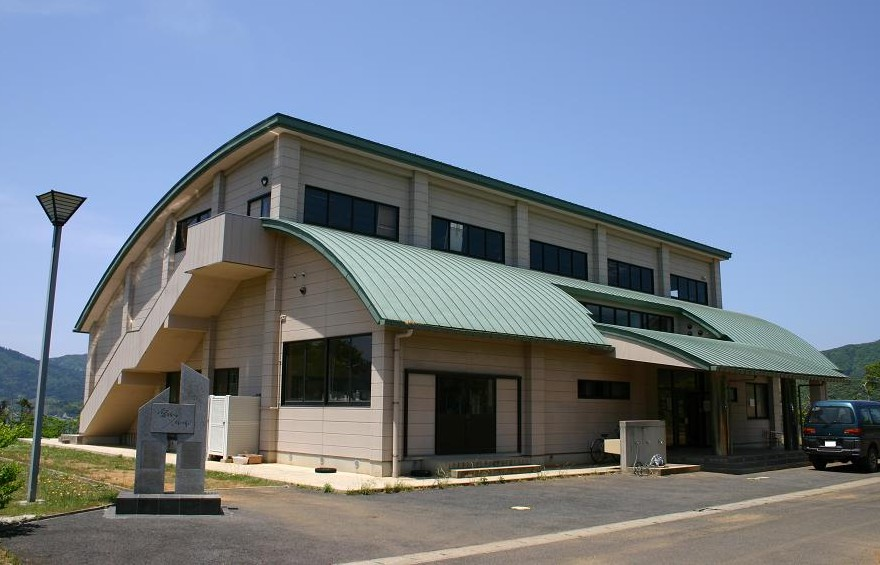
格技場
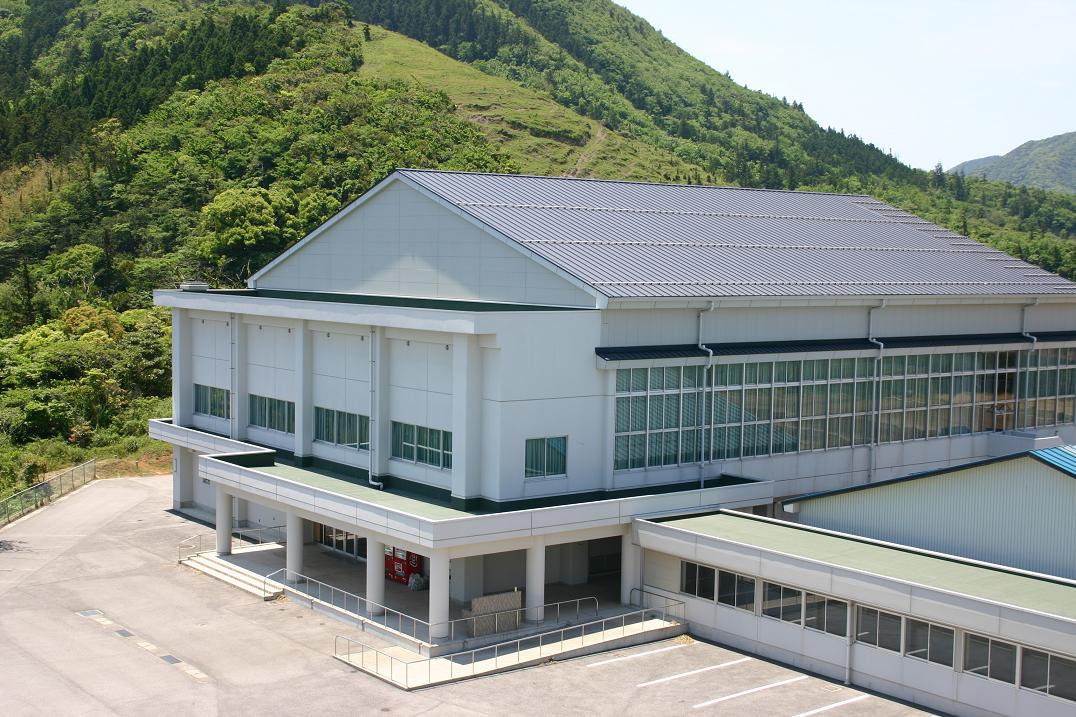
体育館

## 沿革
- 1955年（昭和30年）4月1日 - 旧海士村に島根県立隠岐高等学校島前分校（定時制）として設置。
- 1958年（昭和33年）4月1日 - 定時制島前分校を全日制に切替。
- 1965年（昭和40年）4月1日 - 本校から独立して島根県立隠岐島前高等学校として発足。
- 2000年（平成12年） - 離島の小さな高校、全国フォーラム・イン隠岐開催。
- 2009年（平成21年） - 島前三町村長と隠岐島前高校学校長が島根県知事と島根県教育長に「隠岐島前高校魅力化構想」を提言。
- 2009年（平成21年） - 第1回観光プランコンテスト『観光甲子園』にてグランプリ（文部科学大臣賞）受賞。
- 2009年（平成21年） - 「平成21年度 優れた教育活動表彰」受賞。
- 2010年（平成22年） - 特別進学コースと地域創造コースの2コース制を開始。
- 2011年（平成23年） - 「平成23年度キャリア教育推進連携表彰　優秀賞」受賞。